# Coloradói fügekaktusz
A coloradói fügekaktusz (Opuntia phaeacantha) a kaktuszfélék (Cactaceae) családjába és a fügekaktuszformák (Opuntioidae) alcsaládjában a névadó fügekaktusz (Opuntia) nemzetség egyik faja.

## Előfordulása
Észak-Amerikából (Arizona, Nyugat-Texas, Dél-Colorado, Új-Mexikó, Alsó-Kalifornia, Sonora, Chihuahua, Coahuila, Új-León, Tamaulipas, Zacatecas) származik. Dél-Texastól, Nyugat-Oklahomától és Missouritól a Mojave-sivatagig óriási területeket hódított meg. Változatainak egy része földrajzilag jól elkülönül.
Az ördögnyelv-fügekaktusz (Opuntia humifusa) mellett a legelterjedtebb télálló kaktusz Európában, így Magyarországon is több botanikus kertben nő:
- Debreceni Egyetem botanikus kertje,
- Szarvasi Arborétum (Pepi-kert),
- Vácrátóti botanikus kert,
- Kámoni arborétum Szombathelyen.
- Pécsi botanikus kert

## Megjelenése
A colorádói fügekaktusz szárszukkulens növény. Szára pozsgás, lapos, levélszerű, korlátlanul növekedő (kladódium). A fiatal hajtásokon még hengeres levélkék nőnek, de hamar lehullanak. A levélhónalji hajtások areolává (tövispárna) módosultak. Tüskéi barnák, vörösesbarnák vagy szürkék, hosszuk nagyjából 3 cm.
Virágszerkezete spirális, a virága soktagú, 6–8 cm-es — általában világossárga, piros középpel, néha barackszínű vagy egészen piros.
Termése a kladódiumba süllyedt álbogyó.

## Életmódja, élőhelye
Hidegtűrő; Magyarországon a szabadba kiültetve is áttelel.

## Felhasználása
Gyümölcse ehető: kívül piros vagy lila, gyümölcshúsa zöld. Európában dísznövényként terjedt el, télálló változatait sziklakertekben, a kis termetűeket szobanövényként termesztik.

## Alfajok, változatok
Természetes élőhelyén is korlátlanul hibridizálódik más fajokkal, a hibridek egymással. A végtelenül változatos növények közül csak néhány gyakoribb változat botanikai nevét adjuk meg.
Főváltozata, az O. phaecantha var. phaecantha a déli részeken él: Texas, Új-Mexikó és Arizóna nagy részén tömeges.
O. phaecantha var. discata (Griffiths) L.D. Benson et Walk. 1965 néven egyesek az O. phaecantha nagy termetű, déli változatának tartják az Engelmann-fügekaktuszt (O. engelmannii), illetve ennek egyik változatát (Opuntia engelmannii var. discata (Griffiths) A. Nelson 1919) is.
Az O. phaecantha var. camanchica (Engelmann et Bigelow) L. Benson 1969 egyesek szerint önálló faj (Opuntia camanchica Engelmann et J.M.Bigelow 1856). Alacsony, többnyire elterülő növény, nagy szártagjai rendszerint 15 cm-nél is hosszabbak. Areolái zöldesek vagy sárgásbarnák, rajtuk egy vagy néhány erős, 3–6 cm hosszú, többnyire sötétbarna, de világos csúcsú tövis ül. Virágai 5–7 cm-esek, sárgák vagy narancssárgák. Közép-Coloradótól terjed Északnyugat-Texasig, Arizona és Új-Mexikó északi részéig.

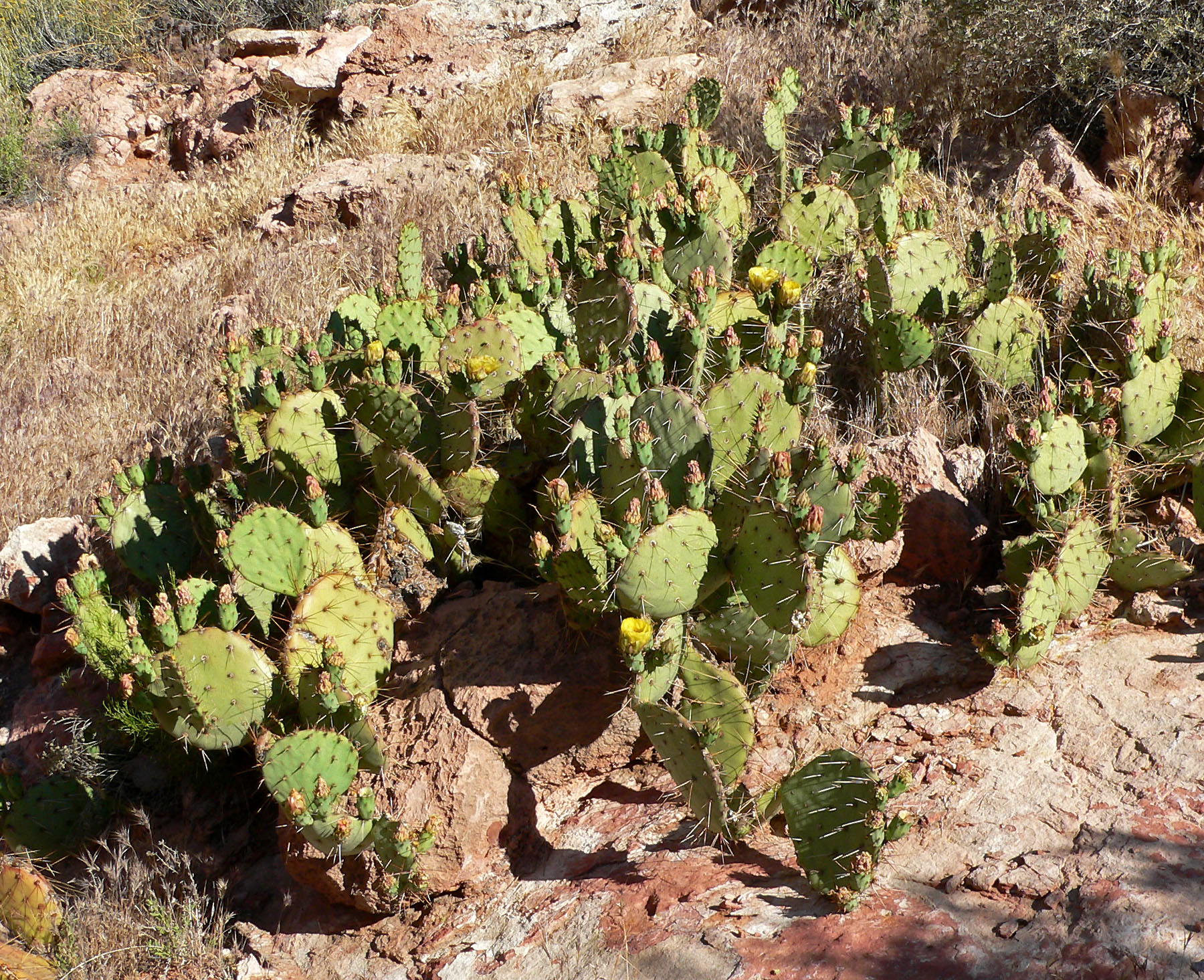
Coloradói fügekaktuszok a Calico-medencében (Nevada, Las Vegastól nyugatra)

Fontosabb változatai, illetve hibridjei:
- - Opuntia phaeacantha var. camanchica f. albispina
  - Opuntia phaeacantha var. camanchica f. brunneo-rosea
  - Opuntia phaeacantha var. camanchica f. gigantea
  - Opuntia grandiflora n.n.
  - Opuntia phaeacantha var. camanchica 'Major'
  - Opuntia phaeacantha var. camanchica f. longispina
  - Opuntia phaeacantha var. camanchica f. luteo-srtaminea
  - Opuntia phaeacantha var. camanchica f. minor
  - Opuntia phaeacantha var. camanchica f. pallida
  - Opuntia phaeacantha var. camanchica f. rosea
  - Opuntia phaeacantha var. camanchica f. rubra
  - Opuntia phaeacantha var. camanchica f. salmonea

További hibridek és élőhelyi formák:
- - Opuntia phaeacantha 'arenacea' (NM., Valencia Co.)
  - Opuntia phaeacantha 'kirschrot' kertészeti
  - Opuntia phaeacantha 'major' (NM., Santa Fe Co.)
  - Opuntia phaeacantha 'orangeade' kertészeti
  - Opuntia phaeacantha 'rubrispina' (NM., Valencia Co.)
  - Opuntia phaeacantha 'sylvatica' (NM., Valencia Co.)
  - Opuntia phaeacantha 'arenacea' (NM., Valencia Co.)
  - Opuntia phaeacantha 'kirschrot' kertészeti változat
  - Opuntia phaeacantha 'orangeade' kertészeti változat
  - Opuntia phaeacantha 'rubrispina' (NM., Valencia Co.)
  - Opuntia phaeacantha 'sylvatica' (NM., Valencia Co.)

stb.
- Az O. phaecantha var. piercei és a var. mojavensis a Mojave-sivatagot övező hegyvidéken él, a var. charlestonensis pedig Nevadában, a Charleston-hegységben.
- Az O. phaecantha var. chihuahuensis Rose 1909 egyesek szerint önálló faj (Opuntia chihuahuensis) Griffiths.
- Az Opuntia phaeacantha var. major Engelmann 1856 legfontosabb változata:
  - Opuntia phaeacantha var. major f. cyclodes